# Gilberto Oneto
Gilberto Oneto (Biella, 13 gennaio 1946 – Verbania, 20 novembre 2015) è stato un teorico dell'architettura, giornalista e saggista italiano.
Laureatosi in Architettura nel 1973 a Milano, ha studiato e lavorato in Francia, Austria e Stati Uniti. Ha esercitato come libero professionista specializzato in operazioni di paesaggio urbano, recupero ambientale e analisi paesaggistica. Ha insegnato all'Università degli Studi di Genova ed è stato Presidente Nazionale degli Architetti del Paesaggio.

## Biografia
Oltre alla Laurea in Architettura, ha ottenuto il Certificato di Urban Planning (Salisburgo, 1976) e un Master in Landscape Architecture (University of Oregon, 1978). È stato chairman del Comitato per i concorsi Internazionali dell'International Federation of Landscape Architects. È stato uno dei più attivi fautori dello sviluppo in Italia della disciplina dell'Architettura del paesaggio e, in particolare, delle metodologie di analisi e pianificazione elaborate nel mondo anglosassone. Si è anche dedicato al paesaggio urbano e allo studio dell'architettura tradizionale. A lungo redattore di Ville Giardini, ha collaborato con varie riviste specializzate in architettura e paesaggistica ed è autore di una dozzina di testi specialistici, con particolare attenzione alla manualistica. È l'estensore della voce "Architettura del paesaggio" del Manuale dell'architetto.
Approfondendo il rapporto fra il territorio e l'identità culturale ad esso collegata, si è dedicato alla storia e alle istituzioni delle regioni padane. È stato ricercatore e divulgatore dei simboli dell'identità culturale dei popoli padano-alpini, attraverso iniziative anche controverse e spesso discusse: dall'interesse per il revisionismo storico all'araldica (è il riscopritore del cosiddetto Sole delle Alpi); dalle espressioni della cultura popolare alle loro trasformazioni in iniziative politiche.
Nei primi anni settanta è stato apprezzato vignettista, con lo pseudonimo di Gamotta, della rivista La voce della fogna, diretta da Marco Tarchi, foglio satirico e ideologico nato negli ambienti vicini al partito neofascista Movimento Sociale Italiano.
È stato l'animatore e il direttore editoriale del bimestrale Quaderni Padani, che dal 1995 ha pubblicato con regolarità interventi sui molteplici aspetti della cultura identitaria delle comunità padano-alpine. In questo campo è nutrita la sua produzione libraria: dallo studio della simbologia araldica, alla costruzione identitaria (L'invenzione della Padania, 1997), fino allo studio del significato delle Piccole Patrie.
Nel 2006 ha pubblicato una provocatoria biografia di Giuseppe Garibaldi (L'iperitaliano, edizioni Il Cerchio). In seguito ha pubblicato testi di rivisitazione critica della storia risorgimentale, della guerra di secessione americana e della Prima guerra mondiale.
Nel 1996 è stato responsabile dell'identità culturale nell'autoproclamato "Governo della Padania".
Per anni - prima di entrare in polemica con la dirigenza della Lega Nord, soprattutto a causa degli scandali interni e delle alleanze - ha tenuto rubriche settimanali di storia identitaria sul quotidiano La Padania e su Radio Padania Libera.
Nel 1999 è stato candidato al Parlamento europeo nelle file del Lega Nord. È stato opinionista dei quotidiani L'Indipendente, L'Opinione, Il Giornale, Libero, L'Ordine e ha collaborato con il quotidiano on-line Il Miglio Verde.
Ha sempre tenuto vivo un rapporto di amicizia, oltre che di collaborazione intellettuale e scientifica, con il professor Gianfranco Miglio, sino alla scomparsa dello stesso nell'agosto del 2001. A lui ha dedicato quattro numeri speciali dei Quaderni Padani intitolati Gianfranco Miglio: un uomo libero, (QP n. 37/38, Novara, 2002), Gianfranco Miglio: gli articoli, (QP n. 64/65, Novara, 2006), Gianfranco Miglio: le interviste (QP n. 69/70, Novara, 2007) e Gianfranco Miglio: Scritti brevi (QP n. 84/85, Novara, 2009).
Nel 2015, Oneto ha tenuto alcune rubriche su Radio Padania Libera, in cui sono stati trattati argomenti di Revisionismo storico circa il Risorgimento italiano ("La vera storia d'Italia") e la prima guerra mondiale ("Il Guerrone"), e di identità e diritto di autodeterminazione.
Stabilitosi negli ultimi anni a Belgirate, sulla sponda piemontese del Lago Maggiore, muore all'ospedale di Verbania nel novembre 2015 all'età di 69 anni a causa di una malattia.
La sua eredità culturale è gestita e promossa dall'Associazione Gilberto Oneto che ha pubblicato alcune opere postume e promuove il pensiero dell'architetto nella collana I quaderni di Brenno.

## Opere
- Diffusione di nomi d'origine italiana nella toponomastica statunitense, Istituto Geografico Militare, Firenze, 1978, estr. da: L'Universo, rivista bimestrale dell'Istituto Geografico Militare, Anno LVIII, n. 4, luglio - agosto 1978
- L'applicazione di una nuova metodologia di analisi del paesaggio in uno studio sul territorio del comune di Belgirate, Istituto Geografico Militare, Firenze, 1980, estr. da: L'Universo, rivista bimestrale dell'Istituto Geografico Militare, Anno LX, n. 5, settembre - ottobre 1980
- Il Monte Sacro. Note sugli aspetti simbolici dei Sacri Monti, in: AA.VV., La città rituale: la città e lo Stato di Milano nell'età dei Borromeo, Franco Angeli Editore, Milano, 1982
- AA. VV., L'arredo urbano e la città, Edizioni Over, Milano, 1984
- Il paesaggio sacralizzato. Il territorio del Verbano all'epoca dei Borromeo, intr. di Franco Cardini, Tip. Locatelli, Milano, 1984
- La presenza di San Carlo nell'iconografia minore del territorio di Arona, in: AA.VV., Immagini e presenze di San Carlo nella terra di Arona. Celebrazioni per il IV Centenario della morte di San Carlo, Arona, 1984
- Annotazioni di paesaggio urbano, Over, Milano, s.d. [1984]
- Note sull'evoluzione del paesaggio del Lago Maggiore, estr. da: Camera di Commercio, Industria, Artigianato, Agricoltura - Novara, Invito a conoscere il paesaggio del Lago Maggiore, s.e., s.l., s.d. [1985]
- con D. Boca, Analisi paesaggistica. Manuale per la preparazione dei piani paesaggistici e altre operazioni di architettura del paesaggio, Pirola Editore, Milano, 1986, ISBN 88-324-3920-4
- Valutazione di impatto sul paesaggio. Generalità, finalità, condizioni preliminari, metodologia. Esempi di operazione di valutazione, Pirola, Milano, 1987, ISBN 88-324-8090-5
- AA. VV., Il territorio di Massa-Carrara: ricerche e proposte socio-economico-ambientali, Franco Angeli Editore  - FAST (Federazione delle associazioni scientifiche e tecniche), Milano, 1987
- AA. VV., Il giardino. Idea, natura, realtà, a cura di A. Tagliolini e M. Venturi Ferriolo, Guerini e Associati, Milano, 1987
- AA. VV., Fare paesaggio. Guida all'architettura dell'ambiente, a cura di G. Oneto, coll. I Manuali di VilleGiardini, Elemond, Milano, 1989
- AA. VV., Giardini di villa. Il verde dentro e fuori casa, a cura di G. Oneto, coll. I Giardini di VilleGiardini, Elemond, Milano, 1989, ISBN 8828904070
- AA. VV., Zone ad alto impatto: progetto, gestione e recupero di discariche, cave, miniere ed aree difficili o inquinate, a cura di D. Boca e G. Oneto, Pirola Editore, Milano, 1989
- Manuale di architettura del paesaggio, Elemond, Milano, 1991¹
- Piani del verde e forestazione urbana, con la collaborazione di G. Sala, Pirola Editore, Milano, 1991, ISBN 88-324-8091-3
- Bandiere di libertà: Simboli e vessilli dei Popoli dell'Italia settentrionale. In appendice le bandiere dei popoli europei in lotta per l'autonomia, intr. di Gianfranco Miglio, Effedieffe, Milano, 1992, ISBN 88-85223-04-4
- Pianificazione del territorio, federalismo e autonomie locali, Alinea, Firenze, 1994; Alinea - La Libera Compagnia Padana, Firenze, 1ª ristampa, 1999
- L'invenzione della Padania. La rinascita della comunità più antica d'Europa, Foedus Editore, Ceresola (BG), 1997
- Manuale di pianificazione del paesaggio, Pirola Editore - Il Sole 24 Ore, Milano, 1997, ISBN 88-324-3226-9
- I numeri dell'oppressione, suppl. a "la Padania", coll. I quaderni de la Padania, Editoriale Nord, Cuggiono (MI), 1997
- con Giancarlo Pagliarini, 50 buone ragioni per l'Indipendenza, suppl. a "la Padania", coll. I quaderni de la Padania, Editoriale Nord, Trezzano sul Naviglio (MI), 1998
- Manuale di architettura del paesaggio, Alinea, Firenze, 2001², ISBN 88-8125-324-0
- con E. Sondrio, Cronologia celto-germanica. Fino alla caduta dell'Impero romano d'Occidente, intr. di Elena Percivaldi, suppl. a Quaderni Padani n. 33, La Libera Compagnia Padana, Novara, 2001
- Parlare di Giardini, in: Estratti Horti Verbani. Coltura e Cultura dei Giardini Verbanesi. Atti del convegno sabato 1º settembre 2001 - sabato 8 settembre 2001, Comune di Verbania, Magazzeno storico verbanese, Alberti Libraio Editore, s.e, s.l., s.d. [2001]
- Note dalla Terra di Mezzo: 1997-2001, pres. di Romano Bracalini, suppl. a Quaderni Padani n. 36, La Libera Compagnia Padana, Novara, 2001
- D. Piolini, I nost cà. Architetture dei paesi del Basilisco, coordinamento di G. Conti e G. Oneto, coll. Aria di lago, Alberti editore, Verbania, 2001
- Paesaggio e architettura nelle regioni padano-alpine dalle origini al primo millennio, coll. Quaderni di cultura alpina n. 78, Priuli & Verlucca, Ivrea (TO), 2002, ISBN 88-8068-187-7
- D. Piolini, Il Basilisco e i suoi amici, coordinamento di G. Oneto, coll. Aria di lago, Alberti editore, Verbania, 2002
- con G. M. Conti, Pietra. Legno. Colore. L'architettura tradizionale del Verbano-Cusio-Ossola, Amministrazione provinciale del Verbano-Cusio-Ossola, Olgiate Olona (VA), 2002
- Dare il nome giusto al territorio, in: AA. VV., Dare il nome al territorio. Toponomastica della Lombardia storica, intr. di Ettore A. Albertoni, coll. Libera storia, Leonardo Facco Editore - La Libera Compagnia Padana, Treviglio (BG), 2002
- La gestione dello spazio nelle comunità celtiche, in: AA. VV., I Celti e la Lombardia, Capodanno Celtico Associazione Culturale ONLUS, Boniardi Grafiche, Milano, 2003
- con G. M. Conti, L'architettura minore e la gestione del paesaggio nel Verbano-Cusio-Ossola, Amministrazione provinciale del Verbano-Cusio-Ossola, Olgiate Olona (VA), 2003
- Dizionario di architettura del paesaggio, Alinea, Firenze, 2004, ISBN 88-8125-804-8
- Sul significato della tradizione in architettura; Il rifiuto dell'utopia. Miglio e la cultura architettonica, in: AA. VV., Architettura popolare e identità. La forma fisica delle culture locali. Con testi di Gianfranco Miglio, intr. di Ettore A. Albertoni, coll. Libera storia, Leonardo Facco Editore - La Libera Compagnia Padana, Treviglio (BG), 2004
- Piccolo è libero. Il ruolo dei piccoli Stati nella storia dell'Europa moderna, pref. Carlo Stagnaro, postf. Carlo Lottieri, coll. Libera storia, Leonardo Facco Editore - La Libera Compagnia Padana, Treviglio (BG), 2005, ISBN 88-7886-001-8
- Croci draghi aquile e leoni. Simboli e bandiere dei popoli padano-alpini, pref. alla prima edizione di Gianfranco Miglio, Roberto Chiaramonte Editore - La Libera Compagnia Padana, Collegno (TO), 2005
- con Giancarlo Pagliarini, 50 buone ragioni per l'indipendenza, coll. Quaderni Padani nn. 61/62, La Libera Compagnia Padana, Arona (NO), 2005
- L'iperitaliano. Eroe o cialtrone? Biografia senza censure di Giuseppe Garibaldi, Il Cerchio - La Libera Compagnia Padana, Rimini, 2006, ISBN 88-8474-116-5
- con G. M. Conti, Paesaggio di pietra, alberi e colore. L'architettura tradizionale nel Verbano-Cusio-Ossola, Alberti Libraio Editore, Verbania, 2008, ISBN 978-88-7245-218-9
- La Questione settentrionale. La Padania fra mito, storia e realtà, pref. di Marco Luigi Bassani, coll. I Libri di Libero - Miglio n. 3, Editoriale Libero, Milano, 2008, ISSN 1591-0423 (WC · ACNP)
- Ladro di paesaggi. L'attività professionale di Gilberto Oneto. Volume Primo: 1978-2008, Il Verde Editoriale, Milano, 2008, ISBN 978-88-86569-27-9
- San Giorgio, patrono della libertà, coll. Quaderni Padani nn 78/79, La Libera Compagnia Padana, Arona (NO), 2008
- Il Santo uccisor del drago. San Giorgio, patrono della libertà, Il Cerchio, Napoli, 2008, ISBN 88-8474-212-9
- D. Piolini, Il gnomo e l'architetto, collaborazione di G. Oneto, coll. Aria di lago, Alberti editore, Verbania, 2010
- Una scomoda verità, in: AA. VV, L'unità divisa. 1861-2011: parla l'Italia reale, coll. Gli Archi, Il Cerchio, Napoli, 2010, ISBN 88-8474-229-3
- con F. Bampi, L'insurrezione genovese del 1849. Il generale La Marmora bombarda e saccheggia la città, coll. Quaderni Padani n. 88, Il Cerchio - La Libera Compagnia Padana, Rimini, 2010, ISBN 88-8474-248-X
- La "questione settentrionale", in. AA. VV., Dalle vicinie al federalismo. Autogoverno e responsabilità, a cura di Carlo Lottieri, coll. Eurora. Dibattiti e idee a confronto, Associazione culturale Carlo Cattaneo, Pordenone, 2010
- La strana unità. Risorgimento: buono, inutile o dannoso?, coll. Quaderni Padani nn. 91/92, Il Cerchio - La Libera Compagnia Padana, Rimini, 2010, ISBN 978-88-8474-260-5
- Un bilancio sconsolante, in: AA. VV., Il senno di poi. L'unità d'Italia vista 150 anni dopo, coll. Quaderni Padani nn. 93/94, Il Cerchio - La Libera Compagnia Padana, Rimini, 2011, ISBN 978-88-8474-271-1
- Il Sole delle Alpi. Mito, storia e realtà di un simbolo antico, coll. Quaderni Padani nn. 96/97, Il Cerchio - La Libera Compagnia Padana, Rimini, 2011, ISBN 978-88-8474-306-0
- Polentoni o Padani? Apologia di un popolo di egoisti, xenofobi, ignoranti ed evasori. In difesa della comunità più diffamata della storia, intr. di Roberto Maroni, coll. Quaderni Padani nn. 101/102, Il Cerchio - La Libera Compagnia Padana, Rimini, 2012, ISBN 978-88-8474-342-8
- Identità, in: AA. VV., L'immaginario leghista. L'irruzione delle pulsioni nella politica contemporanea, a cura di M. Barenghi, M. Bonazzi, coll. Filosofia e politica, Quodlibet Studio, Macerata, 2012, ISBN 978-88-7462-476-8
- L'importanza di essere Oneto. Storia, numeri e miti di una piccola tribù ligure, pref. di F. Bambi, Ligurpress, Genova, 2013, ISBN 978-88-6406-065-1
- Unità o libertà. Italiani e padani nella guerra di secessione americana, pref. di Marco Luigi Bassani, coll. Quaderni Padani n. 103/104, Il Cerchio - La Libera Compagnia Padana, Rimini, 2013, ISBN 978-88-8474-352-7
- Quotidiano Online L'Indipendenza. Il meglio nel 2012, a cura di G. Oneto, coll. Quaderni Padani nn. 105/106, Il Cerchio - La Libera Compagnia Padana, Rimini, 2013, ISBN 978-88-8474-370-1
- Lo Sciatt di Belgirate e tutti gli altri rospi suoi parenti, Il Rosso e il Blu, Santa Maria Maggiore (VB), 2014, ISBN 978-88-97422-11-2
- Il Guerrone. La nefandezza del 1915-18, coll. Quaderni Padani nn. 111/112, Il Cerchio - La Libera Compagnia Padana, Rimini, 2015, ISBN 978-88-8474-419-7
- con D. Piolini, Sul fiume azzurro. Il Ticino e i Celti di Golasecca, Macchione, Varese, 2016 (postumo), ISBN 978-88-6570-326-7
- con G. Ruggeri, Il Padazionario. Attenzione: nuoce gravemente ai puristi della lingua italiana, Associazione Gilberto Oneto - Il Cerchio, Rimini, 2017 (postumo), ISBN 978-88-8474-485-2

### Prefazioni
- Starlet & Leo Siegel, Guida alla comprensione dell'inno nazionale, intr. di Sergio Salvi, Leonardo Facco Editore, Provaglio d'Iseo (BS), 2003
- Sergio Salvi, L'Italia non esiste, nuova edizione, Leonardo Facco Editore - La Libera Compagnia Padana, Treviglio (BG), 2003²
- Sergio Salvi, L'Italia non esiste, Leonardo Facco Editore - goWare, Wrocław (Polonia), s.d. [2018³], ISBN 978-88-336-3174-5

### Articoli

#### su:Quaderni Padani
- Il «Sole delle Alpi», simbolo Padano (n. 1, 1995)
- Come si chiama questa Terra? (n. 2, 1995)
- I confini della Padania (n. 3, 1996)
- La Bandiera Padana (n. 4, 1996)
- La volontà di stare con chi si vuole (n. 5, 1996)
- Il Po è un drago (n. 6, 1996)
- Criteri per l’applicazione del diritto di autodeterminazione; L’autodeterminazione nel mondo: le strade degli altri (n. 7, 1996)
- Il tricolore italiano (n. 8, 1996)
- Milano, centro della Terra di Mezzo (n. 9, 1997)
- Federico II e il falso carroccio (n. 12, 1997)
- Le lingue padane (n. 13, 1997)
- La sacralizzazione del sacro - Note sui simbolismi territoriali degli antichi popoli (n. 18, 1998)
- Montecrestese (n. 20, 1998)
- Le lümere, antico segno di celtismo padano (n. 21, 1999)
- Il ruolo della Padania nell’eterna lotta fra l’Europa e l’Islam (nn. 22/23, 1999)
- L’estinzione dei Padani (n. 24, 1999)
- L’evoluzione dei progetti costituzionali padani (nn. 25/26, 1999)
- I confini meridionali della Padania (n. 27, 2000)
- I Tabarchini, una comunità molto speciale; Le nostre radici sono nelle Alpi (n. 28, 2000)
- Quegli autonomisti di duecento anni fa (n. 29, 2000)
- Fra il Sole e la Luna: sacralità della Padania (n. 30, 2000)
- L’aquila d’Europa (n. 31, 2000)
- L’autonomismo piemontese oggi (n. 32, 2000)
- Cultura e territorio (n. 34, 2001)
- Devoluzione paesaggistica (n. 35, 2001)
- Una valle di libertà (n. 36, 2001)
- Il rifiuto dell’utopia. Miglio e la cultura architettonica; Gianfranco Miglio padano e padanista (nn. 37/38, 2001)
- La riaffermazione dell’identità attraverso la gestione dell’ambiente (n. 39, 2002)
- Piccolo è bello: l’ambiente morale della Terra di Mezzo (n. 41, 2002)
- Dedicato a Giovannino Guareschi (n. 42, 2002)
- Quale Europa? (nn. 43/44, 2002)
- "Cultura e libertà": attualità del pensiero di Gianfranco Miglio (n. 46, 2003)
- Con San Marco e con San Giorgio (n. 47, 2003)
- Chi rappresenta chi (n. 49, 2003)
- Intervista ad Amos Spiazzi (nn. 51/52, 2004)
- Le Alpi, scrigno di libertà e cuore dell'Europa vera (n. 53, 2004)
- Nessun nemico, nessun onore. L'ostentata unanimità delle oppressioni (n. 55, 2004)
- Terre di repubbliche e di libertà (n. 56, 2004)
- Intervento (n. 60, 2005)
- Una riserva di libertà (nn. 64/65, 2006)
- Dieci anni dopo (nn. 66/67, 2006)
- Il Trophée des Alpes: un antico segno di oppressione (n. 68, 2006)
- Padani e italiani nella guerra di secessione americana (n. 73, 2007)
- Lombardia, Lombardia (nn. 75/76, 2008)
- Un povero paese povero (n. 80, 2008)
- Avventurieri di Padania (n. 83, 2009)
- I costi dell'immigrazione (a cura) (n. 97, 2011)

#### su:Terra Insubre
- Il nemico di sempre (n. 14, 2000)
- L’Insubria e la fine della sua diversità ambientale (n. 17, 2001)
- L’architettura tradizionale dei Walser (n. 36, 2005)
- Le imprese di Garibaldi in Insubria (n. 59, 2011)
- In lode della grandezza delle piccole comunità (n. 60, 2011)
- Le lümere, antico segno di celtismo padano, in AA. VV., Quei giorni in cui i morti ritornano. La vera storia di una nostra antica tradizione (suppl. a Terra Insubre, n. 64, 2012 e n. 84, 2017, ristampa)
- Il centenario della Grande Guerra: vero paradigma di italianità (n. 75, 2015)
- Il "Paciocco" della Bandiera Lombarda, in AA. VV., Il Ducale. La bandiera della Lombardia. Atti del convegno, Castello Visconti di San Vito, Somma Lombardo, 18 aprile 2005 (suppl. a Terra Insubre n. 77, 2016)

## Opere su Gilberto Oneto
- B. Guccione, "Intervista a Gilberto Oneto", in Maestri di paesaggistica: progetti e interviste, Edifr, Firenze, 2017, ISBN 978-88-7970-851-7
- AA. VV., Gilberto Oneto. L'avventura di un uomo libero, pref. di Gianluca Marchi, Associazione Gilberto Oneto - Il Cerchio, Rimini, 2016, ISBN 978-88-8474-463-0
- Alessandro Vitale (a cura di), Troppa "Italia" troppo Stato troppi parassiti. Interventi brevi di politica e cultura, coll. I Quaderni di Brenno n. 1, Associazione Gilberto Oneto - Il Cerchio, Rimini, 2017, ISBN 978-88-8474-510-1
- Paolo Mathlouthi (a cura di), Immigrazione e Indipendenza. Idee, Storia, Attualità, coll. I Quaderni di Brenno n. 2, Associazione Gilberto Oneto - Il Cerchio, Rimini, 2018, ISBN 978-88-8474-547-7
- Matteo Colaone, Ecologia, identità e federalismo. Criticità ambientali e pianificazione del territorio nella visione di Gilberto Oneto, Associazione Gilberto Oneto - Leonardo Facco Editore, Bologna, 2019, ISBN 978-88-3207-503-8
- Marco Peruzzi (a cura di), Per San Giorgio e per San Marco. Appunti di storia non allineata e contro il pensiero comune, coll. I Quaderni di Brenno n. 3, Associazione Gilberto Oneto - Leonardo Facco Editore, Bologna , 2022, ISBN 978-88-3207-511-3